# André Kiesewetter
André Kiesewetter (Neuhaus am Rennweg, 20 de agosto de 1969) es un deportista alemán que compitió en salto en esquí. Ganó una medalla de bronce en el Campeonato Mundial de Esquí Nórdico de 1991, en la prueba de trampolín grande por equipo.

## Palmarés internacional
| Campeonato Mundial | Campeonato Mundial     | Campeonato Mundial | Campeonato Mundial |
| Año                | Lugar                  | Medalla            | Prueba             |
| ------------------ | ---------------------- | ------------------ | ------------------ |
| 1991               | Val di Fiemme (Italia) | Medalla de bronce  | TG por equipo      |